# Wojciech Kurpiewski
Wojciech Sławomir Kurpiewski, né le 16 février 1966 à Nowy Dwór et mort le 8 octobre 2016 à Providence, est un kayakiste polonais pratiquant la course en ligne.

## Palmarès

### Jeux olympiques
- Médaille d'argent aux Jeux olympiques de 1992 à Barcelone en K-2 500m avec Maciej Freimut[2].